# Sigfredo Casero-Ortiz
Sigfredo Casero-Ortiz (Havana, 21 maart 1997) is een Belgisch-Cubaans basketballer.

## Carrière
Casero-Ortiz speelde in de jeugd van Royal Excelsior Brussels, Royal Linthout en AWBB Academy. Hij keerde terug naar Basic-Fit Brussels en speelde gedeeltelijk in het eerste team. In 2015 stapte hij over naar Spirou Charleroi waar hij ook in de verschillende ploegen speelde. In 2018 speelde hij kort voor de Franse derdeklasser GET Vosges.
Van 2018 tot 2020 speelde hij voor Okapi Aalstar, in 2019 werd hij Belgisch belofte van het jaar. In 2020 ging hij spelen voor Spaanse derdeklasser CB Moron. In oktober 2022 tekende hij bij Yoast United als vervanger van Mack Bruining. In de zomer van 2023 tekende hij bij het Zweeds Jämtland Basket. Midden november keerde hij terug naar België en tekende bij Okapi Aalst. Hij verlengde zijn contract met een jaar aan het einde van het seizoen.
In december 2024 verliet hij Aalst en werd vervangen door Noé Botuli. Hij keerde begin 2025 terug bij de Spaanse derdeklasser CB Moron. Begin maart 2025 ging hij spelen voor de Italiaanse derdeklasser Basket Golfo Piombino. Hij tekende voor het seizoen 2025/26 bij de Belgische eersteklasser Union Mons-Hainaut.

### Nationale ploeg
Hij speelde in de jeugdploegen van België maar maakte in 2022 zijn debuut voor Cuba.

## Erelijst
- Belgisch belofte van het jaar: 2019